# Келистба
Келистба (варианты: Кельское озеро, Кели, устар. Кель; груз. ყელის ტბა [келис тба]; осет. Хъелы цад) — озеро в Ленингорском районе Южной Осетии, самое большое озеро республики.
Расположено на Кельском плато. Высота над уровнем моря — 2925 м. Питание озера снеговое. Площадь Келистбы — 1,2 км². Наибольшая длина — 2170 м. Наибольшая глубина — 75 м, 65 м или 70 м.
Озеро медленно разрушается из-за размытия грунта вытекающей из него рекой — Ксани (Чысандон). 7—8 месяцев в году покрыто льдом.

## Топографические карты
- Лист карты K-38-53 пер. Крестовый. Масштаб: 1 : 100 000. Состояние местности на 1987 год. Издание 1989 г.